# Варвара (залив)
Вижте пояснителната страница за други значения на Варвара.
Варвара (на английски: Varvara Cove) е залив в югозападния край на остров Нелсън в Антарктика. Получават това име в чест на селата Варвара в Бургаска област и Варвара в Пазарджишка област през 2009 г.

## Описание
Ширината на залива е 3,3 km, врязващ се 1,9 km в югозападния бряг на остров Нелсън между нос Тоу на северозапад и нос Рос на югоизток.

## Любопитно
Поради отдръпване на ледената шапка на острова в края на XX и началото на XXI в. бреговата линия се променя.

## Картографиране
Британско картографиране на залива от 1935 и 1968 г. и чилийско от 1951 г.

## Карти
- Antarctic Digital Database (ADD). Scale 1:250000 topographic map of Antarctica. Scientific Committee on Antarctic Research (SCAR), 1993 – 2012.